# DJ Balthazar

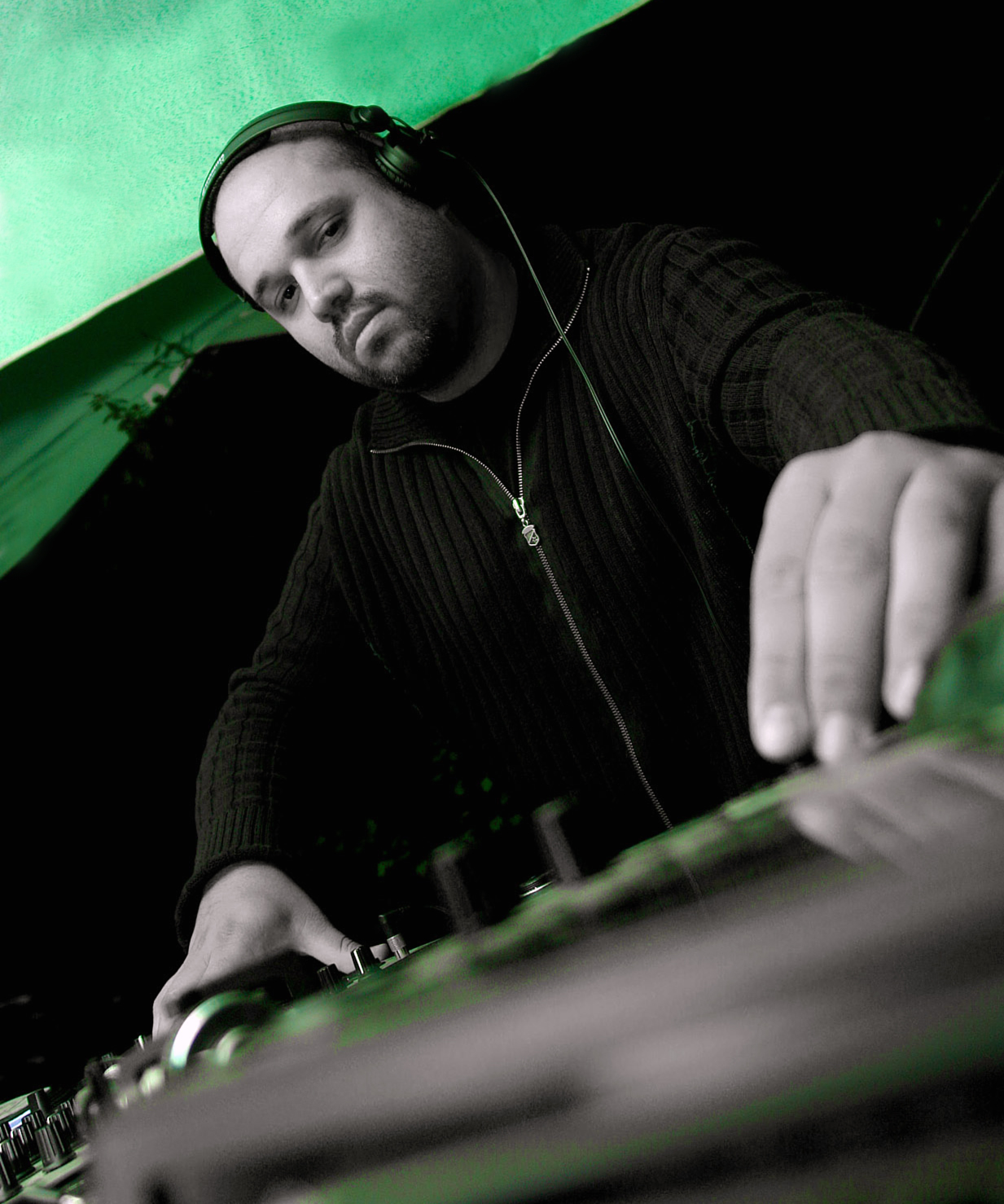
DJ Balthazar (2006)

DJ Balthazar (bulg.: Диджей Балтазар, * 23. September 1977 in Sofia, Bulgarien als Georgi Mateew, bulg.: Георги Матеев) ist ein bulgarischer DJ und Veranstalter im Bereich Techno/Elektro.

## Leben und Wirken
Seit 1998 arbeitet Balthazar als professioneller DJ. Als Inhaber des Labels und Booking-Agentur Renesanz tritt er auch als Veranstalter und Promoter diverser Events der elektronischen Tanzmusik in Bulgarien in Erscheinung. Neben seinen DJ-Auftritten veröffentlichte er auch zahlreiche Stücke, oft zusammen mit seinem Studiopartner JackRock auf seinem Label. Im Jahr 2007 startete er ein Projekt mit der Gruppe Deep Zone Project. Er nahm mit ihnen am Eurovision Song Contest 2008 teil, wo sie aber mit ihrem Dance-Titel DJ, Take Me Away nur den 11. Platz im 2. Halbfinale ergattern konnten und somit fürs Finale ausschieden.